# Grande Prêmio Adria Mobil
O Grande Prêmio Adria Mobil é uma carreira ciclista de um dia eslovena. Criada em 2015, faz parte do UCI Europe Tour desde 2015, em categoria 1.2.

## Palmarés
| Ano  | Vencedor            | Segundo             | Terceiro          |           |
| ---- | ------------------- | ------------------- | ----------------- | --------- |
| 2015 | Marko Kump          | Filippo Fortin      | Mattia Gavazzi    |           |
| 2016 | Filippo Fortin      | Alberto Cecchin     | Eugenio Bani      |           |
| 2017 | Antonio Parrinello  | Nicola Gaffurini    | Stanislau Bazhkou |           |
| 2018 | Filippo Fortin      | Nicola Venchiarutti | Jiří Polnický     |           |
| 2019 | Marko Kump          | František Sisr      | Daniel Auer       |           |
| 2020 | cancelado           | cancelado           | cancelado         | cancelado |
| 2021 | Marijn van den Berg | Filippo Fiorelli    | Adam Toupalik     |           |
| 2022 | Maciej Paterski     | Nicola Venchiarutti | Andrea Debiasi    |           |
| 2023 | Tilen Finkšt        | Filippo Fortin      | Luca Colnaghi     |           |
| 2024 | Žak Eržen           | Jakub Mareczko      | Simone Buda       |           |

## Palmarés por países
| País      | Vitórias |
| --------- | -------- |
| Itália    | 3        |
| Eslovênia | 2        |